# GameFAQs
GameFAQs – serwis poświęcony grom komputerowym skupiający się głównie na poradnikach. Na stronie można znaleźć także zrzuty ekranu, filmy i recenzje. Zawartość GameFAQ jest tworzona przez wolontariuszy. Serwis był notowany w rankingu Alexa na miejscu 18 336 (maj 2020).
Strona została założona pod nazwą „Video Game FAQ Archive” przez programistę i gracza Jeffa Veaseya. Jego podstawowym celem było zebranie w jedno miejsce wszelkich poradników i tzw. FAQ. W 1996 stronę przeniesiono pod adres gamefaqs.com i zmieniono nazwę na GameFAQs. 9 sierpnia 2000 roku serwis miał po raz pierwszy milion wyświetleń w jednym dniu.
W 2007 roku Jeff Veasey ogłosił, że odchodzi, a jego miejsce zajmie inny pracownik Allen Tyner.